# Puente de fierro (Ecatepec)
El Puente de Fierro oficialmente Puente Ingeniero Ernesto Uriegas son un par de puentes metálicos gemelos construidos entre 1940 y 1941 como parte de la carretera entre la Carretera Federal 85 entre Ciudad de México y Nuevo Laredo en Ecatepec de Morelos. Una estructura previa construida en 1895 de origen inglés es atribuida popularmente a Gustave Eiffel a solicitud de Porfirio Díaz aunque no exista evidencia de esto. Esta obra forma parte del patrimonio histórico y cultural del municipio de Ecatepec de Morelos y forma parte de la zona de monumentos del Albarradón de Ecatepec. Se encuentra sobre la Vía Morelos esquina con la avenida Primero de Mayo, colonia San Juan Alcahuacan, Ecatepec de Morelos.

## Historia
Con motivo de las Obras de Desagüe del Valle de México, se construyó un conjunto de puentes cuyo principal propósito era el de extraer el agua para evitar inundaciones en la Ciudad de México. Este fue el origen del Gran Canal, localizado en la ex Garita de San Lázaro, en la capital, e inaugurado el 17 de marzo de 1900.  Al finalizar la mayor parte del Gran Canal, fue construido el Puente de San Cristóbal, a cargo de la Compañía del Ferrocarril siendo finalizado en 1895. como parte del trazo del antiguo Camino Real de la Ciudad de México a Veracruz. 

Con las obras de la carretera entre la  Ciudad de México y Nuevo Laredo, en septiembre de 1940 fueron construidos dos puentes metálicos de hierro sólido, de 60 metros de longitud por 15 m de alto y más de 90 toneladas de peso sustituyendo al antiguo Puente de San Cristóbal. Las obras de la Vía Morelos de 1977 implicaron un nuevo puente vehícular de concreto, por lo que los puentes fueron cerrados al tránsito vehicular. La obra estuvo a cargo de la Secretaría de Comunicaciones y Obras Públicas (SCOP) y la fundición del puente fue realizada por Fundidora de Fierro y Acero de Monterrey.

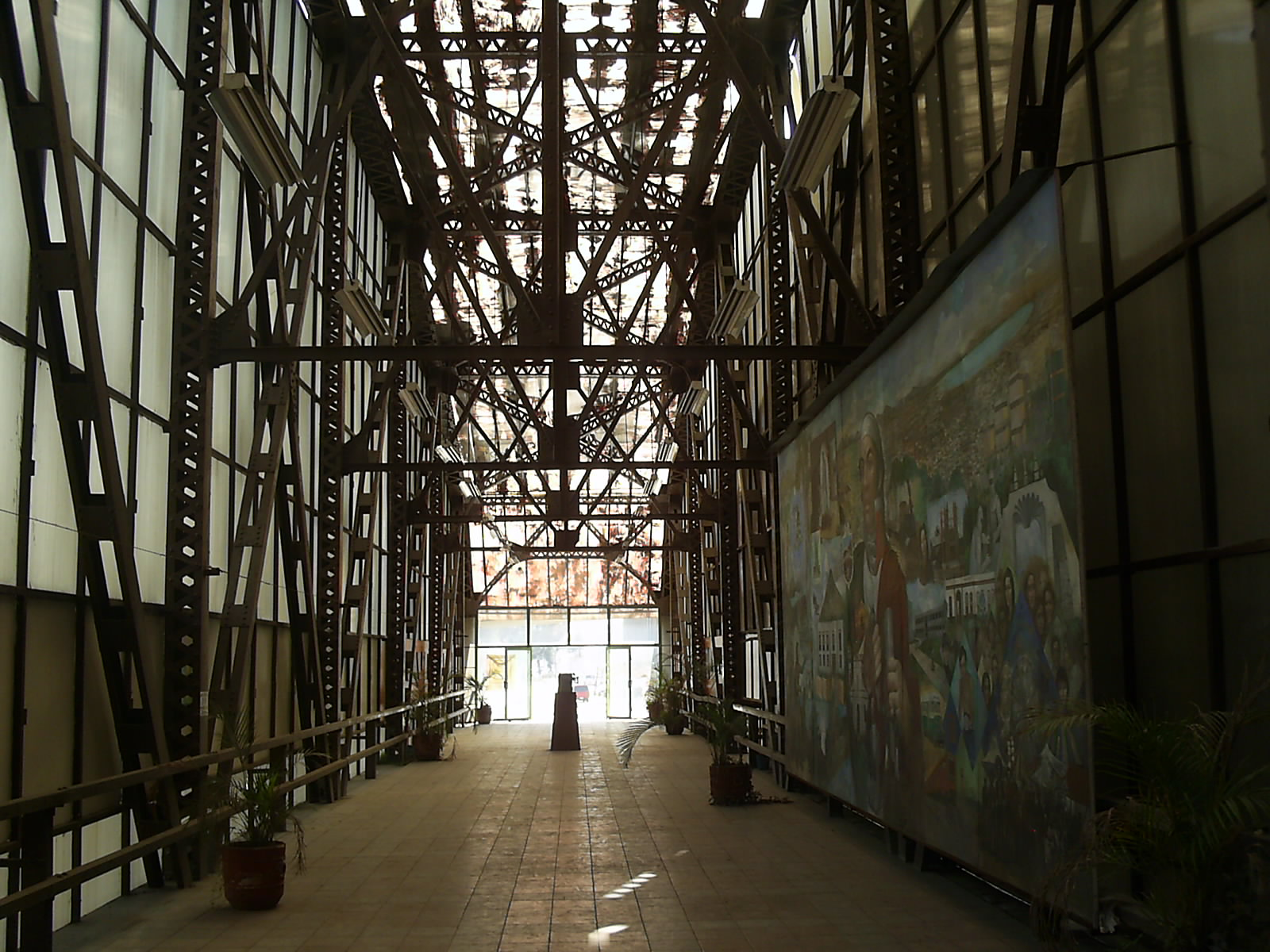
Museo Puente de Arte.

De 2000 a 2016 fue la sede del Centro Cultural Puente del Arte. A principio del milenio las autoridades deciden convertirlo en un museo de arte contemporáneo para el municipio, conocido en la región como el "Puente del Arte", y durante su existencia fue coordinado y dirigido por Manuel Bueno Herrera, artista plástico de Ecatepec de Morelos. En 2001 los puentes quedaron como parte de una declaratoria de protección patrimonial conocida como Zona de monumentos históricos del albarradón de San Cristóbal.
En este centro cultural se exhibían las obras de artistas contemporáneos, se impartían clases, cursos y conferencias. También contaba con un mural que describía visualmente la historia de Ecatepec, desde la época prehispánica hasta los tiempos modernos. El centro cerró en 2016 y el puente permaneció abandonado de 2016 a 2019. A partir de 2020 ha tenido diversas remodelaciones.

### Atribución a Gustave Eiffel
Debido al estilo industrial y su fabricación en hierro, se ha asociado popularmente a los Puentes de Fierro con Gustave Eiffel, si bien dichas estructuras fueron construidas en 1940 y el ingeniero francés murió en 1923. No existe evidencia de esos hechos. Se tiene identificado que fue Manuel Bueno Herrera uno de los que promovió esta versión en los años 80, propagándose el mito hasta la actualidad.